# SY Водолея
SY Водолея (лат. SY Aquarii), HD 207677 — одиночная переменная звезда в созвездии Водолея на расстоянии (вычисленном из значения параллакса) приблизительно 2682 световых лет (около 822 парсеков) от Солнца. Видимая звёздная величина звезды — от +11,6m до +9,1m.

## Характеристики
SY Водолея — красный гигант, пульсирующая полуправильная переменная звезда типа SRB (SRB) спектрального класса M5 или M3III. Эффективная температура — около 3286 К.